# Maxine Greene
Maxine Greene (1917-2014) foi uma importante filósofa da educação norte-americana, autora de livros, ativista social, e professora.

## Biografia
Greene concluiu o seu doutoramento em educação da Universidade de Nova Iorque em 1955 prosseguiu a vida profissional ensinando na Universidade de Nova Iorque, Montclair State College e Brooklyn College. Em 1965, ela juntou-se à faculdade de Teachers College, Columbia University College.
Maxine Greene foi professora emérita no Teachers College. Em 2004, foi distinguida pela Teachers College pelas suas contribuições para a Educação.
Greene foi uma filósofa de arte com especial interesse pela literatura e artes, que citou uma série de anomalias e paradoxos entre arte, sociedade e o ensino contemporâneo. Entre elas estão o contraste entre a explosão virtual de interesse nas artes, incluindo arte de qualidade, na cultura e a negligente abordagem nas escolas, e a disparidade entre a quantidade de pessoas que expressão interesse nas artes em contraste com o carácter apagado da sua resposta às artes.
Greene entende literacia estética como a posse de habilidades interpretativas que possibilitam as pessoas envolverem-se com obras de arte na sua total complexidade. É central para o desenvolvimento desta literacia é o treino da capacidade de cada pessoa ter experiências estéticas de qualquer tipo, principalmente no entendimento de obras de arte. Greene escreve que entre entendermos as obras de arte como sistemas simbólicos, cheios de significado, e privilegiar objectos capazes de induzir um certo tipo de resposta, nos fazemos bem em apreciar o facto que são necessárias habilidades interpretativas para fazer obras de arte inteligíveis. Ela lamenta que ainda pouco foi feito para fornecer aos alunos as capacidades para o entendimento estético, para perceberem as diferenças entre os seus encontros com arte, para desenvolverem vocabulário que lhes permita articular o que estes encontros lhes possibilitam ver, ouvir ou sentir.
Para superar esta literacia estética, Greene recomenda um estudo aprofundado dos fundamentos estéticos, filosofia da arte, como parte determinante da formação do professor de arte. Isto possibilitaria aos professores conseguirem lidar com perguntas que possam surgir num possível tentativa de compreender uma obra de arte, questões que dizem respeito à própria definição de arte, a natureza dos conceitos estéticos. Raramente foi dada tanta relevância à estética, sua terminologia, e educação estética.